# 向井理
向井理（日语：／ Mukai Osamu，1982年2月7日—），日本男演員，神奈川縣橫濱市出身，血型O型。現為HORI AGENCY旗下藝人。其妻為國仲涼子。

## 人物
- 身高182公分。
- 喜歡足球、單車、攀岩、酒和料理。足球經歷有12年之久，擅長擔任防守球員，十分崇拜前橫濱水手隊的球員井原正巳。
- 原本立志當獸醫但未能考取，轉移志向重考後就讀明治大學的遺傳基因工學學系，當時的目標是為了能製作藥品。參與的小組研究曾奪得國際論文獎項。
- 在成為演員之前，曾在飲食店工作六年，大學畢業後擔任店長一年，在被經紀人說服成為演員後仍持續打工了一陣子。
- 家族有父母親及一位比他年長三歲的哥哥，父親是整骨師，母親是中學英語教師，哥哥住在倫敦，嫂嫂是荷蘭人，兩人都是設計師。
- 2007年因參與電視節目《世界ウルルン滞在記》而到柬埔寨的一個以清除地雷維生的家庭Homestay，並自於2011年再訪柬埔寨，自費替該村莊挖水井。同年擔任日本柬埔寨親善大使。在2012年更主演真人真事改編的電影《我們無法改變世界，但我們想在柬埔寨建一所學校》。2012因節目《熱血授業》再次回到柬埔寨參訪以當時節目收益捐助的地雷掃除基地與團隊，並拜訪當初那家人。
- 2009年7月3日開始在日本《讀賣新聞》上執筆名為「足跡」的專欄，總共連載了六篇文章。
- 2014年12月30日，與國仲涼子分別透過各自的經紀公司發表親筆簽名聲明，表示兩人已於12月28日登記成婚[1]。2015年9月，其妻國仲涼子所屬經紀公司公布第1個兒子已誕生[2]。
- 曾表示自己演藝圈好友不多。不過在拍攝《S～最後的警官》時與綾野剛成為摯友，共演的新垣結衣爆料兩人「關係真的超好，會互相摸來摸去」[3]。向井理表示綾野剛會是他「今後長期交往的好友」，綾野剛也表示「向井理是超越共演關係的超級好友」。[4]並在他第一個兒子出生前，買了一輛嬰兒車送他，買的時候傳了一張自己在推嬰兒車的照片給他，還寫：「我想要讓理的孩子坐我買的車。」[5]
- 2017年6月24日，由向井理親自企劃，以向井祖母蘆村朋子女士的自傳《何日君再來》為藍本改編的電影《何日君再來》（いつまた、君と　何日君再来）上映。該自傳是當時還時大學生的向井與親戚自費出版，作為朋子女士90歲生日的禮物。內容記述原本在中國為日本企業工作的向井祖父吾郎與祖母朋子，在日本戰敗被遣回日本後，輾轉在日本各地流浪，在戰後陷入混亂的日本社會堅強求生並養育三個孩子的故事。向井本人曾表示對祖父堅強精神的仰慕正是他成為演員的起點，片中吾朗的角色也由他本人親自演出。[6]
- 跟導演堤幸彥多次合作，包括電影《搖滾新樂團》、電影《天空之蜂》、電視劇及電影版《擁有神之舌的男人》、單元劇《我們的勇氣 未滿都市2017》、舞台劇《悼む人》、舞台朗讀劇《リーディングドラマ『もしもキミが。』》，和電影系列《SPEC～天～》、《SPEC〜零〜》、《SPEC～結～》等。

## 獎項
- 2004年第29屆國際動物遺傳學會會議-最佳論文發表獎 (成為該屆唯二亞洲得主) [7]
- GQ Japan - GQ Men of the Year2010 (2010日文版《GQ》雜誌年度好漢)
- 2011年エランドール賞（Elandor獎） 新人賞
- 第32屆橫濱電影節 最優秀新人賞 《花水木》、《BECK》
- 第66回日劇學院賞 最佳男配角 《鬼太郎之妻》（讀者票第二、評審票第一、記者票第一並同時以《魚干女又怎樣2》奪記者票第二，佔據冠亞軍）
- 第19屆橋田獎 最佳新人賞 《鬼太郎之妻》
- 第74回日劇學院賞 最佳男主演 讀者票 第三位 《高山診療所》
- 第96回日劇學院賞 最佳男配角 記者票 第二位 《你已藏在我心底》
- 第101回日劇學院賞 最佳男配角 第二位 《我要準時下班》（記者票 第一位）
- 第16屆CONFiDENCE日劇大獎 最佳助演男優賞 《我要準時下班》
- 第118回日劇學院賞 最佳男主演 第三位 《派對咖孔明》(評審票 第三位)

## 演藝作品

### 長篇電視劇
| 播放年度     | 播放機構       | 劇集名稱                         | 角色名稱        | 備註                       |
| 2006年1月期  | TBS電視台      | 白夜行                           | -               | 第3集客串                  |
| 2006年7月期  | 朝日電視台     | 水漾青春（レガッタ〜君といた永遠〜）                     | -               | -                          |
| 2006年10月期 | 富士電視台     | 交響情人夢（）                   | 菊地 亨         | -第六話登場                |
| 2007年1月期  | 日本電視台     | 百鬼夜行抄                       | 飯嶋伶（蝸牛）      | 第7、12集客串              |
| 2007年4月期  | 日本電視台     | 料理新鮮人（バンビ－ノ!）                   | 妹尾 雅司       | -                          |
| 2007年10月期 | 富士電視台     | 我的野蠻媽咪（暴れん坊ママ）                 | 山口 洋平       | -                          |
| 2008年1月期  | 富士電視台     | 蜂蜜與四葉草（）                 | 真山 巧         | -                          |
| 2008年4月期  | 日本電視台     | 料理仙姬（おせん）                     | 竹田 留吉       | -                          |
| 2008年7月期  | 日本電視台     | 正義的夥伴（正義の味方）                   | 良川 直紀       | -                          |
| 2008年10月期 | 日本電視台     | Scrap Teacher～垃圾教師～（スクラップ・ティーチャー〜教師再生〜）    | 松尾 悟史       | -                          |
| 2009年1月期  | 富士電視台     | 咩妹的完美執事（メイちゃんの執事）               | 忍              | -                          |
| 2009年4月期  | 富士電視台     | 家有六子（アタシんちの男子）                     | 大藏 翔         | -                          |
| 2009年7月期  | 日本放送協會   | 我要上太空（ふたつのスピカ）                   | 桐生 春樹       | -                          |
| 2009年7月期  | 富士電視台     | 俠義看護（任侠ヘルパー）                     | 七海 和樹       | 第1集客串                  |
| 2009年10月期 | 日本放送協會   | 媽媽排球隊（）                   | 藤田 光太郎     | -                          |
| 2009年10月期 | 讀賣電視台     | 旁聽狂09（傍聴マニア09〜裁判長!ここは懲役4年でどうすか〜）                     | 北 森夫         | 主演                       |
| 2010年晨間劇 | 日本放送協會   | 鬼太郎之妻（ゲゲゲの女房）                   | 村井 茂         |                            |
| 2010年4月期  | TBS電視台      | 新參者（新参者）                       | 清瀬 弘毅       | -                          |
| 2010年7月期  | 日本電視台     | 螢之光2（ホタルノヒカリ2）                      | 瀬乃 和馬       | 男二                       |
| 2011年大河劇 | 日本放送協會   | 江～公主們的戰國～（江～姫たちの戦国～）           | 德川 秀忠       | 第18集登場                 |
| 2012年1月期  | 關西電視台     | Hungry！（ハングリー！）                     | 山手 英介       | 主演                       |
| 2012年4月期  | 讀賣電視台     | 角色代演（たぶらかし）                     | 白田 大輔       | 第4集客串                  |
| 2012年7月期  | TBS電視台      | 高山診療所（サマーレスキュー～天空の診療所～）                   | 速水 圭吾       | 主演                       |
| 2014年1月期  | TBS電視台      | S-終極警官（）                   | 神御蔵 一號     | 主演                       |
| 2014年10月期 | 富士電視台     | 信長協奏曲（）                   | 池田 恒興       | 富士電視台55周年台慶紀念劇 |
| 2015年10月期 | 朝日電視台     | 遺產爭族（遺産争族）                     | 佐藤(河村) 育生 | 主演                       |
| 2016年晨間劇 | 日本放送協會   | 當家姐姐（とと姉ちゃん）                     | 小橋 鐵郎       | -                          |
| 2016年7月期  | TBS電視台      | 擁有神之舌的男人（神の舌を持つ男）             | 朝永 蘭丸       | 主演                       |
| 2017年4月期  | 朝日電視台     | 安寧之鄉（やすらぎの郷）                     |                 | 客串, 第57-65集登場        |
| 2017年7月期  | WOWOW          | 彬與瑛（アキラとあきら）                       | 階堂 彬         | 主演                       |
| 2018年1月期  | TBS電視台      | 你已藏在我心底（きみが心に棲みついた）               | 星名 漣         | 特別出演                   |
| 2018年4月期  | 日本放送協會   | 算盤武士 風之市兵衛（）          | 唐木 市兵衛     | 主演                       |
| 2018年10月期 | 朝日電視台     | Legal V～前律師·小鳥遊翔子～（リーガルV～元弁護士・小鳥遊翔子～） | 海崎 勇人       | -                          |
| 2018年10月期 | WOWOW          | 潘朵拉IV～AI戰爭～（パンドラIV～AI戦争～）           | 鈴木 哲郎       | 主演                       |
| 2019年4月期  | TBS電視台      | 我要準時下班（わたし、定時で帰ります。）                 | 種田 晃太郎     |                            |
| 2019年10月期 | 朝日電視台     | 時效警察開始了（時効警察はじめました）               | 日下部 秋斗     | 第2集客串                  |
| 2020年大河劇 | 日本放送協會   | 麒麟來了（麒麟がくる）                     | 足利 義輝       | -                          |
| 2020年1月期  | 關西電視台     | 10個秘密（10の秘密）                     | 白河 圭太       | 主演                       |
| 2020年4月期  | WOWOW          | 鐵之骨（鉄の骨）                       | 園田 俊一       | -                          |
| 2021年1月期  | 東京電視台     | Byplayers～配角森友會100天～（バイプレイヤーズ～名脇役の森の100日間～） | 向井 理         | 第1、2、6集出場            |
| 2021年4月期  | WOWOW          | 華麗一族（華麗なる一族）                     | 萬俵鐵平        | -                          |
| 2021年4月期  | TBS電視台      | 打扮的戀愛是有理由的（着飾る恋には理由があって）         | 葉山 祥吾       | -                          |
| 2022年1月期  | BS東視         | 婚活偵探（婚活探偵）                     | 黑崎 龍司       | 主演                       |
| 2022年4月期  | 東京電視台     | 網購美食宅幸福（先生のおとりよせ）               | 榎村遙華        | 主演                       |
| 2022年4月期  | 日本電視台     | 惡女～誰說工作很遜？（悪女〜働くのがカッコ悪いなんて誰が言った?〜）         | T・O            | -                          |
| 2023年7月期  | 朝日電視台     | 警部補大魔神（警部補ダイマジン）                 | 平安才門        | -                          |
| 2023年10月期 | 富士電視台     | 派對咖孔明（パリピ孔明）                   | 諸葛孔明        | 主演                       |
| 2024年2月期  | NHK BS Premium | （）                             | 西岡正志        | -                          |
| 2024年4月期  | 東京電視台     |DOUBLE CHEAT Season1（ダブルチート 偽りの警官）                      | 多家良啓介      | 主演                       |
| 2024年6月期  | WOWOW          |DOUBLE CHEAT Season2（ダブルチート 偽りの警官）                      | 多家良啓介      |                            |
| 2024年10月期 | TBS電視台      | 獅子的藏身處（ライオンの隠れ家）                 | 橘祥吾          | -                          |

### 短篇電視劇
| 播放年度              | 播放機構     | 劇集名稱                                                                                     | 角色名稱    | 備註                             |
| 2008年1月4、5日       | 富士電視台   | 交響情人夢 巴黎篇（のだめカンタービレ in ヨーロッパ）                                        | 菊地 亨     | -                                |
| 2008年4月2日          | 富士電視台   | 世界奇妙物語 '08年春季特別編『看……這個……』（世にも奇妙な物語 '08春の特別編『これ……見て……』） | 久保田 光一 | 主演                             |
| 2008年8月25日         | 日本電視台   | 霧之火～死在樺太‧真岡郵局九位女子們～（霧の火 樺太・真岡郵便局に散った九人の乙女たち）       | 野田 玄一郎 | -                                |
| 2008年10月4日         | 日本放送協會 | 媽媽排球隊（ママさんバレーでつかまえて）                                                     | 光 太郎     | 直播電視劇                       |
| 2010年2月15日         | TBS電視台    | BUNGO -日本文学シネマ-「黄金風景」                                                           | 太宰 治     | 主演                             |
| 2010年8月14日         | TBS電視台    | 歸國（归国）                                                                                 | 日下少尉    | -                                |
| 2011年9月3日          | 富士電視台   | 毛骨悚然撞鬼經驗「悪夢の十三日」（ほんとにあった怖い話）                                     | 高崎 圭太   | 主演                             |
| 2011年9月21日         | 日本電視台   | 愛與寬容（アイシテル〜絆〜）                                                                 | 野口 智也   | -                                |
| 2012年1月8日          | 每日放送     | 新娘的父親（花嫁の父）                                                                       | 田中 丸     | 每日放送60周年台慶紀念劇         |
| 2012年7月1日          | TBS電視台    | 給二十年後的你（20年後の君へ）                                                               | 石川 和馬   | 其戲份全程於孟加拉取景           |
| 2013年3月1日          | 日本電視台   | Cheap Flight（チープ・フライト）                                                             | 加茂川 隆   | -                                |
| 2013年6月27日         | 讀賣電視台   | 怪物（怪物）                                                                                 | 真崎 亮     | 主演，讀賣電視台55周年台慶紀念劇 |
| 2013年10月23日        | TBS電視台    | SPEC～零～（SPEC～零～）                                                                     | 世界        | 特別客串                         |
| 2014年5月30日         | 富士電視台   | 死亡快遞（死の発送）                                                                         | 底井 武八   | 主演、富士電視台55周年台慶紀念劇 |
| 2014年6月13日         | 日本電視台   | 磁石男（磁石男）                                                                             | 大庭 壯介   | 主演                             |
| 2015年1月4日          | 每日放送     | 我的家（わが家）                                                                             | 櫻木 一歩   | 主演、每日放送新春特別劇         |
| 2015年2月11、14、15日 | 東京電視台   | 永遠的0（永遠の０）                                                                          | 宮部 久蔵   | 主演、東京電視台50周年台慶紀念劇 |
| 2015年9月18日         | 日本電視台   | 磁石男2015（磁石男2015）                                                                     | 大庭 壯介   | 主演                             |
| 2016年3月13日         | 朝日電視台   | 黑色樹海（黒い樹海）                                                                         | 吉井 亮一   | -                                |
| 2016年8月3日          | 東京電視台   | 孤獨的美食家！ 東北・宮城出差篇（孤独のグルメスペシャル！ 東北・宮城出張編）                 | 牧原 達也   | 特別出演                         |
| 2017年3月25、26日     | 朝日電視台   | 一個都不留（そして誰もいなくなった）                                                         | 五明 卓     | -                                |
| 2017年4月22日         | 富士電視台   | 王牌書店員們的精選之作～好人有…（カリスマ書店員が選んだ珠玉の一冊）                          | 北川 健史   | 主演                             |
| 2017年7月21日         | 日本電視台   | 我們的勇氣 未成年都市2017（ぼくらの勇気 未満都市2017）                                       | 左山        | -                                |
| 2018年4月14日         | 富士電視台   | 黑井戶命案（黒井戸殺し）                                                                     | 兵藤 春夫   | -                                |
| 2018年8月22日         | 日本放送協會 | 熱愛太陽的人～1964那天的殘奧會～（太陽を愛したひと～1964 あの日のパラリンピック～）          | 中村 裕     | 主演                             |
| 2019年2月22日         | 讀賣電視台   | 約定的舞台～穿越時空二人的歌～（約束のステージ 〜時を駆けるふたりの歌〜）                    | 津島浩一郎  | 讀賣電視台60周年台慶紀念劇       |
| 2019年12月26日        | 日本放送協會 | LIFE！ Presents 忍べ！右左エ門 ～THE SKY ATTACK～                                            | 仁兵衛      | -                                |
| 2020年1月3日          | 日本放送協會 | 算盤武士 風之市兵衛SP（そろばん侍 風の市兵衛SP）                                             | 唐木 市兵衛 | 主演                             |
| 2021年1月8日          | 東京電視台   | 人生最棒的禮物（人生最高の贈りもの）                                                         | 田渕 繁行   | -                                |
| 2022年1月3日          | 日本放送協會 | 幕末相棒傳（幕末相棒伝）                                                                     | 土方 歲三   | 聯合主演                         |

### 網路劇
| 播放年度 | 播放機構           | 劇集名稱                                                           | 角色名稱  | 備註             |
| 2008年   | 富士電視台         | 蜂蜜與四葉草「真山的眼鏡」（ハチミツとクローバー「真山のメガネ」） | 真山 巧   | 主演             |
| 2009年   | BeeTV              | Sweet Room 「Birthday」(Sweet Room 「Birthday」)                   | 中川 悠平 | 主演             |
| 2010年   | BeeTV              | 五年後的情書（5年後のラブレター）                                  | 志村 渉   | 主演             |
| 2013年   | BeeTV              | 最佳的求婚（最上のプロポーズ）                                     | 森本 青児 | 主演             |
| 2022年   | Netflix            | First Love 初戀                                                    | 向坂行人  | 醫師，也英的前夫 |
| 2023年   | Amazon Prime Video | Angel Flight 空中送行者                                            | 足立幸人  |                  |

### 電影
| 上映日期       | 電影名稱                                                                                            | 導演                      | 編劇       | 發行         | 角色              | 備註                    |
| 2006年10月7日  | だからワタシを座らせて。 通勤電車で座る技術!                                                        | 市川徹                    | -          | sazanami     | -                 | -                       |
| 2007年5月12日  | 俺は、君のためにこそ死ににいく                                                                      | 新城卓                    | 石原慎太郎 | 東映         | -                 | -                       |
| 2008年3月1日   | 好勝男孩（ガチ☆ボーイ／Gachi☆Boy）                                                                  | 小泉德宏                  | 西田征史   | 東寶株式會社 | 奧寺 千尋         | -                       |
| 2010年8月21日  | 花水木：依然想著你（ハナミズキ）                                                                    | 土井裕泰                  | 吉田紀子   | 東寶株式會社 | 北見 純一         | -                       |
| 2010年9月4日   | 搖滾新樂團（ベック／BECK）                                                                          | 堤幸彥                    | 大石哲也   | 松竹         | 平 義行           | -                       |
| 2011年6月4日   | 天堂之吻（パラダイスキス／Paradise Kiss）                                                           | 新城毅彥                  | 坂東賢治   | 華納兄弟     | 小泉 讓二         | 主演                    |
| 2011年9月23日  | 我們無法改變世界。（僕たちは世界を変えることができない。But, we wanna build a school in Cambodia.） | 深作健太                  | 山岡真介   | 東映         | 田中 甲太         | 主演                    |
| 2012年5月26日  | 敗犬復活大作戰（ガール／GIRL）                                                                      | 深川榮洋                  | 篠崎繪里子 | 東寶株式會社 | 森本 蒼太         | -                       |
| 2012年10月6日  | 巴黎戀愛寫真（新しい靴を買わなくちゃ）                                                              | 北川悅吏子                | 北川悅吏子 | 東映         | 八神 千           | 主演                    |
| 2012年11月3日  | Japan in a Day                                                                                      | Gaku Narita Philip Martin |            | 東映         | （旁白）          | 雷利·史考特監製紀錄片。 |
| 2013年2月2日   | 黃色大象（きいろいゾウ）                                                                            | 廣木隆一                  | 黒沢久子   | Showgate     | 武辜 步           | 主演                    |
| 2013年3月9日   | 多啦A夢大電影：大雄的秘密道具博物館（ドラえもん のび太のひみつ道具博物館）                          | 寺本幸代                  | 清水東     | 東寶株式會社 | 向井 猿           | 聲演                    |
| 2013年11月1日  | SPEC～結～漸之篇（SPEC～結～漸ノ篇）                                                                | 堤幸彥                    | 西荻弓繪   | 東寶株式會社 | 世界              | -                       |
| 2013年11月29日 | SPEC～結～爻之篇（SPEC～結～爻ノ篇）                                                                | 堤幸彥                    | 西荻弓繪   | 東寶株式會社 | 世界              | -                       |
| 2014年5月10日  | 百瀨，轉過頭來（百瀬、こっちを向いて。）                                                            | 耶雲哉治                  | 狗飼恭子   | suurkiitos   | 相原 昇           | -                       |
| 2014年10月25日 | 小野寺的弟弟・小野寺的姐姐（小野寺の弟・小野寺の姉）                                                | 西田征史                  | 西田征史   | Showgate     | 小野寺 進         | 主演                    |
| 2015年1月31日  | 深夜食堂                                                                                            | 松岡錠司                  |            | 東映         | 上班族男人        | 特別客串                |
| 2015年2月14日  | 謎樣的他（娚の一生）                                                                                | 廣木隆一                  | 齊藤博     | Showgate     | 中川 俊夫         | -                       |
| 2015年8月29日  | S-終極警官 電影版（S－最後の警官－）                                                                | 平野俊一                  | 古家和尚   | 東寶株式會社 | 神御蔵 一號       | 主演                    |
| 2015年9月12日  | 天空之蜂（天空の蜂）                                                                                | 堤幸彦                    | 楠野一郎   | 松竹         | 湯原高彥 （成年） | -                       |
| 2016年1月23日  | 信長協奏曲 電影版（信長協奏曲）                                                                     | 松山博昭                  | 西田征史   | 東寶株式會社 | 池田 恆興         | -                       |
| 2016年12月3日  | RANMARU 擁有神之舌的男人 （RANMARU 神の舌を持つ男）                                                 | 堤幸彦                    | 櫻井武晴   | 松竹         | 朝永 蘭丸         | 主演                    |
| 2017年6月24日  | 何日君再來（いつまた、君と～何日君再来～）                                                          | 深川榮洋                  | 山本睦     | Showgate     | 芦村 吾郎         | 主演、企劃              |
| 2018年7月7日   | 你是你和你（君が君で君だ）                                                                          | 松居大悟                  | 松居大悟   | T-JOY        | 友枝              | -                       |
| 2019年6月21日  | 殺手寓言（ザ・ファブル）                                                                            | 江口カン                  | 渡邊雄介   | 松竹         | 砂川              | -                       |
| 2019年8月30日  | 搬家大名（引っ越し大名!）                                                                           | 犬童一心                  | 土橋章宏   | 松竹         | 柳沢吉保          | 友情客串                |
| 2021年6月4日   | 售春之人（はるヲうるひと）                                                                          | 佐藤二朗                  | 佐藤二朗   | AMG          | 三田              | -                       |
| 2022年3月12日  | Wedding High（ウェディング・ハイ）                                                                  | 大九明子                  | 大九明子   | 松竹         | 澤田 紀昭         | -                       |
| 2023年1月13日  | 電影版 鴉色刑事組（映画 イチケイのカラス）                                                          | 田中亮                    | 濱田秀哉   | 東寶         | 鵜城 英二         | -                       |
| 2025年4月25日  | パリピ孔明 THE MOVIE                                                                                | 渋江修平                  | 根本非翟   | 松竹         | 諸葛孔明          | 主演                    |

### 電視節目
- 世界ウルルン滞在記（2007年2月12日、每日放送）- 旅人
- 世界ウルルン滞在記 みんな元気に!復活スペシャル（页面存档备份，存于）（2011年4月10日、每日放送）- 旅人
- 夢の扉+（页面存档备份，存于）（2011年4月10日、TBS）- 旁白
- 世界遺産 時を刻む（页面存档备份，存于）（2011年10月7日、NHK BS）- 領航員
- 旅のチカラ「アンデス　奇跡の氷河の山へ　向井理　エクアドル」 旅行的力量 「安第斯山脉神奇的冰川 向井理 厄瓜多尔」（2011年12月27日、NHK BS）
- 向井理の熱血授業SP～世界の夢を見にいこう～（2012年9月8日、每日放送）- 特別講師
- 情熱大陸（页面存档备份，存于）（2012年11月11日、每日放送）
- 向井理の地球横断縦断27000キロ大紀行スペシャル（2013年7月7日、BS-TBS）
- 塩野七生×向井理　魅惑のイタリア大紀行（2014年6月8日、15日、BS-TBS）
- 向井理が見た未来への生きるヒント「ラオス・世界遺産の街」（2015年7月4日、BS富士）
- キューバが愛した日本人 向井理、最後の楽園へ（2016年2月7日、讀賣電視台）
- ブータンが愛した日本人～向井理が見た、幸せの国の奇跡～（2018年2月4日、讀賣電視台）

### 電視廣告
- Minute Maid 「Orange clock編」（2006年春-、コカ・コーラ）
- 吉野家「牛丼祭」（2006年9月-、吉野家）
- 富士重工業 IMPREZA「『いいじゃない』篇」（2006年11月-）
- 卡樂B「『堅あげポテト』洋芋片」（2007年1月22日-）
- Dr.&BIOCHEMISTS「キャタリケア」（2007年4月-）
- 花王 バブ（2009年9月-）
- ハウスメイト（2009年12月-）※與杏共演
- 任天堂「トモダチコレクション」（2010年1月-）
- アルフォート「第一章」「第二章」「第三章」 (2010年8月-)※第二章開始與比嘉愛未共演
- Ricoh「愛するを、品質に。」 (2010年10月-)
- Ricoh CX4「小さな誘惑編」「涙編」（2010年10月-)
- 富士重工業 FORESTER 「秘密基地編」（2010年10月-）※與稻本彌生共演
- LG 「INFINIA」  (2010年11月-、LG)
- ユーキャン 「『行政書士きっかけ』篇」「『行政書士勉強中』篇」（2011年1月-）
- クリアアサヒ  「帰宅篇」「お仕事帰り篇」（2011年2月-、アサヒビール）
- 全勞濟 「安心行きのバス」（2011年3月-）
- 花王 メンズビオレ 「ミクロスクラブ洗顔篇」「泡タイプ洗顔篇」「洗顔パワーシート篇」（2011年3月-）
- PENTAX K-30「DRIFT TURN」篇 https://web.archive.org/web/20120630232013/http://www.pentax.jp/japan/products/k-30/gallery/index.html (2012年6月-)
- PENTAX Q10「スモールというスタイル」篇 https://web.archive.org/web/20121027000224/http://www.pentax.jp/japan/products/q10/cm/ (2012年10月-)

### 音樂錄影帶
- I miss you/MESSAGE～給明天的我～ - 波瑠
- かけら -総べての想いたちへ - NICO Touches the Walls

### 舞台劇
- リーディングドラマ「もしもキミが。」（2009年4月17日－4月25日、TOKYO FMホール）導演：堤幸彥
- ザ・シェイプ・オブ・シングス～モノノカタチ～（2011年2月、青山円形劇場等）導演：三浦大輔
- 悼む人（2012年10月－2012年12月、PARCO劇場等）導演：堤幸彥
- 『Re：』(アールイー)Session3（2013年4月1日、CBGKシブゲキ!!）導演：土田英生
- 小野寺の弟、小野寺の姉（2013年7月－2013年8月、天王洲銀河劇場等）導演：西田征史
- 星回帰線（2016年10月－2016年11月、東京芸術劇場等）導演：蓬莱竜太
- 即興舞台劇 スジナシ BLITZシアターVol.5（2017年3月1日、赤坂BLITZ）共演：笑福亭鶴瓶
- 『髑髏城の七人』Season 「風」シーズン（2017年9月15日－11月3日、IHIステージアラウンド）導演：豬上秀德
- 美しく青く（2019年7月11日－7月28日、8月1日－8月3日、東京都 BUNKAMURA シアターコクーン他）導演：赤堀雅秋
- リムジン（2020年5月-6月因疫情延期；2023年11月－12月、本多劇場等）導演：倉持裕
- 狐晴明九尾狩（2021年9月17日－11月11日TBS赤坂ACTシアター、大阪オリックス劇場）導演：猪上秀徳
- ハリー・ポッターと呪いの子 (2022年8月18日－2023年5月31日、東京TBS赤坂ACT劇場）導演：ジョン・ティファニー
- ウーマン・イン・ブラック 「黒い服の女」（2024年6月9日－2024年7月21日、PARCO劇場等）導演：ロビン・ハーフォード / アントニー・イーデン

### DVD
- 向井理DVD「FLAT」（2009年12月、ポニーキャニオン）

### 書籍
- ファースト寫真集「ライカム」（2009年8月、ワニブックス）
- 月刊MEN 向井理（2011年4月、ポニーキャニオン）
- 向井理、ビストロ修行　ハングリー！な簡単レシピ53（2012年1月、マガジンハウス）
- 向井理×12位成功人士主題對談集-工作中的堅持 ぼくらは、働く、未来をつくる。（2014年11月、朝日新聞出版）

### 其他
- 「Livejack Special Stories-Drama×Song-」内で流れたアーティストにまつわるエピソードドラマ第1話に出演。（2008年11月16日・大阪城ホール）
- テレビでは、12月28日に関西テレビ、1月5日には岡山放送で放送された。
- OSAMU MUKAI BODY&SOUL。（2014年6月14日・InterFM）